# بول بامبا
بول بامبا (15 أغسطس 1989 - 27 ديسمبر 2024)، هو ملاكم بورتوريكي. فاز بلقب رابطة الملاكمة العالمية للوزن الثقيل بعد هزيمة روخيليو ميدينا في 21 ديسمبر 2024. فاز بامبا بجميع نزالاته 14 عام 2024 بالضربة القاضية، ليحطم الرقم القياسي الذي سجله مايك تايسون لأكبر عدد من الانتصارات في عام واحد بالضربة القاضية. كما حقق رقما قياسيا بلغ 19 انتصارا و3 هزائم خلال مسيرته.
توفي بعد ستة أيام من فوزه باللقب الذهبي في 27 ديسمبر 2024.

## حياته
ولد بامبا في ريو بيدراس ببورتوريكو، وخدم في قوات مشاة البحرية الأميركية، حيث عانى من اضطراب ما بعد الصدمة بعد حرب العراق. وبعدما واجه التشرد، لجأ بامبا إلى الملاكمة كوسيلة لتغيير أسلوب حياته، فتدرب في نادي موريس بارك للملاكمة في برونكس، وكان ينسب الفضل لرياضة الملاكمة في إنقاذ حياته.

## روابط خارجية
- بول بامبا على موقع بوكس ريك (الإنجليزية) (registration required)